# ISO 3166-2:LV
Kódy ISO 3166-2 pro Lotyšsko identifikují 36 obcí a 7 státních měst (stav v listopadu 2021). První část (LV) je mezinárodní kód pro Lotyšsko, druhá část sestává z dvou nebo tří písmen identifikujících region nebo město.

## Seznam kódů

### Republiková města
```
LV-DGV 
Daugavpils

LV-JEL 
Jelgava

LV-JUR 
Jūrmala

LV-LPX 
Liepāja

LV-REZ 
Rēzekne

LV-RIX 
Riga

LV-VEN 
Ventspils
```

### Obce
```
LV-002 Aizkraukles novads
LV-007 Alūksnes novads
LV-111 Augšdaugavas novads
LV-015 Balvu novads
LV-016 Bauskas novads
LV-022 Cēsu novads
LV-112 Dienvidkurzemes Novads
LV-026 Dobeles novads
LV-033 Gulbenes novads
LV-041 Jelgavas novads
LV-042 Jēkabpils novads
LV-047 Krāslavas novads
LV-050 Kuldīgas novads
LV-054 Limbažu novads
LV-058 Ludzas novads
LV-056 Līvānu novads
LV-059 Madonas novads
LV-062 Mārupes novads
LV-067 Ogres novads
LV-068 Olaines novads
LV-073 Preiļu novads
LV-080 Ropažu novads
LV-077 Rēzeknes novads
LV-087 Salaspils novads
LV-088 Saldus novads
LV-089 Saulkrastu novads
LV-091 Siguldas novads
LV-094 Smiltenes novads
LV-097 Talsu novads
LV-099 Tukuma novads
LV-101 Valkas novads
LV-113 Valmieras Novads
LV-102 Varakļānu novads
LV-106 Ventspils novads
LV-011 Ādažu novads
LV-052 Ķekavas novads
```